# Tony Cingrani
Anthony Michael "Tony" Cingrani, född den 5 juli 1989 i Evergreen Park i Illinois, är en amerikansk professionell basebollspelare som spelar för Los Angeles Dodgers i Major League Baseball (MLB). Cingrani är vänsterhänt pitcher.

## Karriär

### Major League Baseball

#### Cincinnati Reds
Cingrani draftades av Cincinnati Reds 2011 som 114:e spelare totalt och redan samma år gjorde han proffsdebut i Reds farmarklubbssystem. Efter bara en säsong i farmarligorna debuterade Cingrani i MLB den 9 september 2012.
Cingranis hittills bästa säsong var 2013, då han var 7-4 (sju vinster och fyra förluster) med en earned run average (ERA) på 2,92 på 23 matcher, varav 18 starter. Vidare hade han 120 strikeouts på 104,2 innings pitched. Följande säsonger var inte lika bra – 2014 var han 2-8 med en ERA på 4,55 på 13 matcher, varav elva starter, 2015 var han 0-3 med en ERA på 5,67 på 35 matcher, varav bara en start, och 2016 var han 2-5 med en ERA på 4,14 på 65 matcher, samtliga inhopp.
2017 var Cingrani skadad i högra yttre sneda bukmuskeln från slutet av april till början av juni. Han var 0-0 med en ERA på 5,40 på 25 matcher som reliever när han den 31 juli trejdades till Los Angeles Dodgers.

#### Los Angeles Dodgers
Under resten av 2017 års grundserie gjorde Cingrani 22 inhopp för Dodgers där han var 0-0 med en ERA på 2,79. I slutspelet, som Cingrani deltog i för första gången under karriären, gjorde han sju inhopp med en ERA på 1,80. Tre av inhoppen kom i World Series, som Los Angeles dock förlorade mot Houston Astros med 3–4 i matcher.
I januari 2018 kom Cingrani och Dodgers överens om ett ettårskontrakt värt 2,3 miljoner dollar och parterna undvek därigenom ett skiljeförfarande. Den 4 maj var han en av fyra pitchers som pitchade en no-hitter för Dodgers i en match mot San Diego Padres som spelades i Monterrey i Mexiko. Det var den 23:e no-hittern i klubbens historia, men den första som involverade mer än en pitcher. Drygt en månad senare blev Cingrani skadad i vänster axel och det dröjde till mitten av september innan han kunde göra comeback. Han deltog bara i 30 matcher under 2018 års säsong och var 1-2 med en ERA på 4,76. Han spelade inte alls i slutspelet, där Dodgers gick till World Series igen men förlorade igen, denna gång med 1–4 i matcher mot Boston Red Sox.
Inför 2019 fick Cingrani en liten löneförhöjning när han skrev på för 2,65 miljoner dollar, men under försäsongsträningen slog han upp skadan i vänster axel igen. Efter några matcher i farmarligorna genomgick han i juni en operation i axeln och kunde inte spela mer den säsongen.

## Spelstil
Cingrani förlitar sig nästan uteslutande på sin fastball.